# Tumbet

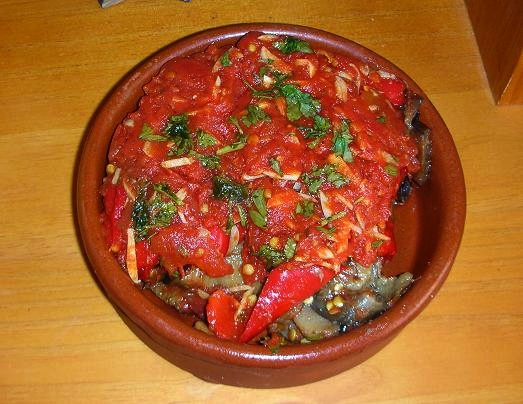
Tumbet

Tumbet (lub tombet) – pochodząca z Majorki tradycyjna potrawa warzywna, zbliżona do francuskiego ratatouille. Przygotowywana jest z bakłażanów, pomidorów, ziemniaków i papryki, pokrojonych w plastry i zapieczonych z sosem pomidorowym, oliwą i przyprawami (czosnkiem, oregano itp.).
Zazwyczaj podawana jest jako dodatek do dań mięsnych. Danie może być podawane na zimno lub ciepło. Tumbet jada się najczęściej latem, ponieważ do jego przygotowania powinno się używać składników jak najlepszej jakości i jak najświeższych.